# Midori Gotō
Pour les articles homonymes, voir Goto.
Midori Goto (五嶋 みどり, Gotō Midori), appelée également Midori, est une violoniste américaine d'origine japonaise. Elle est née le 25 octobre 1971. Elle a débuté à l'âge de onze ans lorsque le chef d'orchestre Zubin Mehta l'intégra au programme du gala du nouvel an de l'Orchestre philharmonique de New York en 1982. À l'âge de 21 ans, elle crée sa première organisation à but non lucratif Midori and Friends (en) pour apporter une éducation musicale aux enfants de New York qui n'y ont pas accès. En 2007, elle a été nommée messager de la paix des Nations unies.

## Biographie
Midori est née à Osaka, Japon. Sa mère, Setsu Goto, a découvert les dons musicaux de sa fille quand, à l'âge de deux ans, elle fredonna un thème de Bach que sa mère avait répété quelques jours auparavant. Pour son troisième anniversaire, sa grand-mère lui offre un violon 1/16 et sa mère commence aussitôt les leçons de violon.  
Midori donne son premier concert à 6 ans à Osaka où elle joue les 24 caprices de Paganini. En 1982, sa mère et elle déménagent à New York, où Midori commence à étudier avec Dorothy DeLay à la Juilliard school et à l'Aspen Music Festival and School. Pour son audition, Midori interprète la chaconne de la partita pour violon n°2 de Bach réputée comme un des solos de violon les plus difficiles. La même année, elle fait ses débuts en concert avec le New York Philharmonic sous la direction de Zubin Mehta, un chef d'orchestre avec qui elle enregistrera souvent par la suite pour le label Sony Classical. En 1986 a lieu sa performance devenue légendaire de la Sérénade de Leonard Bernstein à Tanglewood durant laquelle elle cassa deux fois sa corde de mi, d'abord sur son instrument, puis sur le Stradivarius du premier violon Malcolm Lowe. Elle finit le concert avec le Guadagnini du deuxième violon Max Hobart. Bernstein, qui était également le chef d'orchestre, s'agenouilla devant elle avec respect. Le jour suivant, la une du New York Times titrait : « Une fille de 14 ans conquiert Tanglewood avec 3 violons ».
En 2000, Midori obtient un diplôme en psychologie de la Gallatin School à New York University avec la mention magna cum laude, puis en 2005 un master de la même université. Elle a été professeur à la Manhattan School of Music et membre du bureau de l'association américaine des professeurs de violon (ASTA). Elle est actuellement professeur à l'école de musique Thornton de l'université de Californie du sud.
Dans les années 1990, Isaac Stern lui présente le pianiste Robert McDonald, avec qui elle donne de nombreux concerts de musique de chambre.
En 2004, Midori publie une autobiographie en allemand : Einfach Midori (Simplement Midori). L'ouvrage a été mis à jour et réédité en 2012.
Midori réside à Los Angeles, Californie.
Son frère Ryu Gotō est aussi violoniste.

## Œuvre Philanthropique
En 1992, Midori crée Midori and Friends (en), organisation à but non lucratif qui vise à apporter une éducation musicale de qualité aux enfants de New York et du Japon. Les activités au Japon ont été reprises en 2002 par une autre organisation à but non lucratif créée par Midori et basée à Tokyo : Music Sharing.
En 2003, avec l'argent reçu en gagnant le prestigieux prix Avery Fisher, Midori crée une autre organisation : Partners in Performance, qui vise à promouvoir les concerts de musique de chambre, en particulier dans les petites villes,. Dans les années suivantes, Midori lança deux autres projets : Orchestra Residencies Program qui promeut les orchestres de jeunes musiciens aux États-Unis et International Community Engagement Program au Japon.

## Distinctions
- 1988 : artiste de l'année par le gouvernement du Japon
- 1993 : 25ème prix Suntory
- 2001 : prix Avery Fisher (en)
- 2002 : instrumentiste américain de l'année[11]
- 2002 - 2003 : Prix de la critique allemande du disque (de) (2002, 2003)
- 2010 : médaille d'or du Kennedy Center pour les Arts
- 2012 : Mellon Mentoring Award
- 2012 : Crystal Award du Forum économique mondial, pour « 20 ans de dévouement à son travail d'engagement communautaire dans le monde »[12],[13].

En 2007, Midori a été nommée messager de la paix des Nations unies,.
En 2012, elle est élue à l'Académie américaine des arts et des sciences et est nommée docteur honoraire en musique de l'université de Yale.

## Instrument
Midori joue sur un violon Guarnerius del Gesù de 1734 "ex-Huberman". Ses archets sont faits par Dominique Peccatte (en) (deux) et par François Peccatte (en) (un).

## Discographie
- Bach/Vivaldi : Double Violin Concertos, Bach Concerto in D Minor, Concerto in E ; Vivaldi Concerto in C Minor, Concerto in A Minor Op 3 No. 8 ; Philips 3/1986
- Paganini : 24 Caprices for Solo Violin, Op.1
- Bartók : Concerto No.1 for Violin and Orchestra, Op. Posth., Bartók: Concerto No.2 for Violin and Orchestra
- Midori "Live At Carnegie Hall"
- Dvořák : Concerto for Violin and Orchestra in A minor, Op. 53, Dvořák: Romance in F minor for Violin and Orchestra, Op. 11, Dvořák: Carnival Overture, Op 92
- Encore!
- Sibelius : Concerto for Violin and Orchestra in D minor, Op. 47, Bruch: Scottish Fantasy, Op. 46
- Franck : Sonata for Violin and Piano in A Major, Elgar: Sonata for Violin and Piano in E minor, Op. 82
- Tchaikovsky : Concerto for Violin and Orchestra in D Major, Op. 35, Shostakovich: Concerto for Violin and Orchestra No.1 in A minor
- Mozart : Sinfonia Concertante in E-flat Major, KV. 364/320d, Mozart: Concerto in D Major, KV. Anh. 56 (315f)
- Poulenc : Sonata for Violin and Piano, Debussy: Sonata in G Minor for Violin and Piano, Saint-Saëns: Sonata No.1 in D minor for Violin and Piano, Op. 75
- Midori's 20th Anniversary CD
- Mendelssohn : Concerto for Violin and Orchestra in E minor, Op. 64, Bruch: Concerto No.1 for Violin and Orchestra in G Minor, Op. 26
- Bach/Bartók : Bach Sonata No. 2 in A minor BWV 1003, Bartók: Sonata No. 1 (with Robert McDonald)
- The Essential Midori
- Violin Sonatas of Bloch, Janáček and Shostakovich
- Hindemith Violin Concerto